# Комиссарово (Приморский край)
Комиссарово — село в Ханкайском районе Приморского края России.
Административный центр муниципального образования Сельское поселение Комиссаровское, в который входят сёла Комиссарово, Дворянка.

## История
Село основано забайкальскими казаками как станица Комиссаровская. Добирались сюда пешком, на плотах, лошадях. В 1927 году была организована 1-я сельскохозяйственная артель «Синтуха», а в 1929 году в неё вступило почти все село; позже была переименована в колхоз имени 85-го Кубанского кавалерийского полка. Сеяли зерновые, сою, кукурузу, картофель, овощи, сахарную свеклу и даже рис. После войны колхоз был переименован в колхоз им. Рокоссовского, а в 1960 году в совхоз «Пограничник». В 1975 году совхоз стал откормочным. Резко возросла прибыль, развернулось строительство. В 1983 году в совхозе работал 401 человек, средняя заработная плата за год составляла 2015 рублей. Много работало в селе трудолюбивых, талантливых людей, чей труд был по достоинству оценен. В 1992 году на базе совхоза было организовано ТОО «Комиссаровское». В настоящее время на месте ТОО образовано СХПК «Комиссарово».

## Население
| 2002 | 2005 | 2010 |
| ---- | ---- | ---- |
| 757  | ↘746 | ↘663 |

## Инфраструктура
В селе есть средняя школа, сельский дом культуры, библиотека, фельдшерско-акушерский пункт, почта, отделение связи, лесничество, сельсовет, торговля представлена частными предприятиями. Расстояние до райцентра 55 км, сообщение — автобусное.